# Hypnum chrysogaster
Hypnum chrysogaster är en bladmossart som beskrevs av C. Müller 1851. Hypnum chrysogaster ingår i släktet flätmossor, och familjen Hypnaceae. Inga underarter finns listade i Catalogue of Life.